# Кротков, Вячеслав Владимирович
Вячеслав Владимирович Кротков (10.03.1932-15.09.2007) — президент концерна «Атомредметзолото», лауреат Государственной премии СССР.

## Биография
Родился 10 марта 1932 года в Уфе.
Окончил Магнитогорский горно-металлургический институт (1954), горный инженер.
- 1954—1958 инженер, главный инженер урановой шахты АО «Висмут» (ГДР);
- 1959—1968 начальник рудника, главный инженер и начальник шахты, главный инженер — директор Северного рудоуправления Киргизского горнорудного комбината;
- 1968—1987 директор закрытого предприятия (Рудоуправление № 10 Минсредмаша, впоследствии Лермонтовское Горно-химическое рудоуправление) в г. Лермонтов, Ставропольский край;
- 1987—1992 начальник 1-го ГУ Минсредмаша (Минатома) СССР;
- 1992—1995 президент концерна «Атомредметзолото»;
- 1995—2004 генеральный директор ОАО «Атомредметзолото»;
- с 2004 советник генерального директора ОАО «Техснабэкспорт».

Доктор технических наук. Автор 32 изобретений в области разработки месторождений методом выщелачивания.
Лауреат Государственной премии СССР (1989) и премии Правительства Российской Федерации (2000). Заслуженный геолог Российской Федерации. Награждён орденом Октябрьской революции, тремя орденами Трудового Красного Знамени, почётными знаками «Шахтёрская слава» 1-3-й степеней.
Семья: жена, двое детей.